# Герб Алапаевска
Герб Алапаевска принят Решением Думы МО «Город Алапаевск» от 19 апреля 2001 года № 42 и внесён в Государственный геральдический регистр Российской Федерации 16 апреля 2002 года под № 838 (Протокол № 10).

## Описание и обоснование символики
Геральдическое описание (блазон) гласит:
В зелёном поле поверх горностаевой оконечности стоящий на зелёной земле серебряный особого вида механический молот на золотых опорах и с золотой, имеющей серебряный верх наковальней, на которой серебряный безант (шар).
Современный герб города составлен на основе Высочайше утверждённого герба и с учётом поправок, предусмотренных указом 1857 года (исключение из гербов уездных городов верхней части с губернской и наместнической символикой). В ходе работы были описаны детали «почвы» и стоящего на ней «механического молота», опущенные в пожаловании 1783 года. Описательная неточность последнего позволила привнести в гербовый щит (по рекомендации историка геральдики М. Ю. Медведева, Санкт-Петербург) изображение оконечности горностаевого меха. Необходимость введения этого элемента определялась двумя обстоятельствами. Во-первых, через традиционную символику чистоты, благородства и высокого статуса горностаевый мех указывает на высочайшие для своего времени уровень производства и качество получаемого на заводе металла. Во-вторых, как статусный элемент характерный для княжеского титула, этот мех указывает на факт пребывания в городе и последующей гибели в его окрестностях великих князей, принадлежавших к российскому царствующему дому. Графическое воплощение герба сделано художником Р. И. Маланичевым.

## История

### Российская империя
Первый исторический герб, утверждён в 1783 году. Его геральдическое описание гласило:
В верхней половине щита герб Пермский, в нижней половине в зеленом поле железный молот, которым выделывается железо, означающий в сем городе находится железоделательный завод.
Известен также проект герба Алапевска, разработанный в 1862 году в соответствии с проводимой тогда геральдической реформой со следующим описанием:
В зеленом поле крест, состоящий из серебряных и черных железных шляпочек, сопровождаемый в углах 4 золотыми молотами. Щит увенчан серебряной башенной короной, за щитом положены две кирки, соединенные Александровской лентой.

### Советское время
25 октября 1967 года решением исполнительного комитета Алапаевского городского Совета депутатов трудящихся Свердловской области № 336 в качестве городского герба была утверждена эмблема, созданная Ю. П. Абрамовым. Оригинальное изображение этого символа, по всей видимости, не сохранилось. В Приложении к решению горисполкома представлено следующее описание: 
1. Общий вид герба имеет форму щита. Ширина вверху 50 см, внизу 44 см, с красным знаменем, обозначающим революционное прошлое нашего города. 2. Силуэт АМЗ (40 см на 32 см), обозначающий металлургическую промышленность города. Шестерня — обозначает машиностроение и станкостроение города. 3. Колос — обозначает сельское хозяйство города и района, высота колоса — 40 см. 4. Зелёное поле и ель — обозначают лесную и деревообрабатывающую промышленность.5. В центре на темно-бордовом фоне сделана подпись белым цветом „Алапаевск“ (36 см на 8).

Позднее претерпела изменение окраска фона, добавилась дата основания первого поселения на месте города — «1639», была несколько расширена трактовка включенных в городскую эмблему символов: 
…Красное знамя на штыке — символ того, что Алапаевск — родина первых Советов на Урале, символ революционных и боевых заслуг; голубой фон герба означает, что город основан и развился между реками Алапаиха и Нейва».
Изображение описанного символа в его последней редакции было помещено на памятном знаке при въезде в город.

### Новое время
В начале 1990-х гг. герб 1783 года изображался на бланках учётно-распорядительной документации, но каких-либо данных об его официальном восстановлении как городского символа нет.